# 加夫里洛夫镇区
加夫里洛夫镇区（俄语：Гаврилово-Посадский район）是俄罗斯联邦伊万诺沃州下辖的一个区，其行政中心为加夫里洛夫镇。2016年该区的人口为16282人，2017年人口為16070人。